# 科尔伦尼莎
科尔伦尼莎（1999年8月31日—），印尼女子羽毛球運動員。

## 簡歷
2018年10月，科尔伦尼莎出戰新加坡羽毛球國際系列賽，在女子單打比賽決賽中以2比0（21-14、21-15）擊敗國家隊隊友欧朗姆·奥克塔维亚·维纳塔，贏得個人生涯首個成人級別賽事的冠軍。

## 主要比賽成績
只列出曾進入準決賽的國際賽事成績：
| 年份   | 賽事                     | 公開賽級別 | 項目     | 成績   |
| ------ | ------------------------ | ---------- | -------- | ------ |
| 2018年 | 新加坡羽毛球國際系列賽   | 國際系列賽 | 女子單打 | 冠軍   |
| 2018年 | 馬來西亞羽毛球國際系列賽 | 國際系列賽 | 女子單打 | 準決賽 |
| 2019年 | 伊朗羽毛球國際挑戰賽     | 國際挑戰賽 | 女子單打 | 亞軍   |
| 2019年 | 芬蘭羽毛球公開賽         | 國際挑戰賽 | 女子單打 | 準決賽 |

| 2007-2017年 | 首要超級賽 | 超級賽 | 黃金大獎賽 | 大獎賽 | 國際挑戰賽 | 國際系列賽 | 未來系列賽 | 其他 |

| 2018-2026年 | 總決賽 | 超級1000賽 | 超級750賽 | 超級500賽 | 超級300賽 | 超級100賽 | 國際挑戰賽 | 國際系列賽 | 未來系列賽 | 其他 |